# Neolophonotus dichaetus
Neolophonotus dichaetus là một loài ruồi trong họ Asilidae. Neolophonotus dichaetus được Hull miêu tả năm 1967. Loài này phân bố ở vùng nhiệt đới châu Phi.